# Cluzobra lanei
Cluzobra lanei är en tvåvingeart som beskrevs av Edwards 1941. Cluzobra lanei ingår i släktet Cluzobra och familjen svampmyggor. Inga underarter finns listade i Catalogue of Life.